# Trasferimento alla Sternfeld

Un trasferimento alla Sternfeld in cui R' > R (blu-rossa)

In astronautica e in ingegneria aerospaziale, il trasferimento alla Sternfeld ideato nel 1934 è una manovra orbitale biellittica (sfrutta due ellissi di trasferimento) a 3 impulsi, impiegata per passare da un'orbita circolare iniziale di raggio {\displaystyle r_{i}} ad un'orbita circolare finale di raggio {\displaystyle r_{f}}. Sebbene il tempo di trasferimento dall'orbita di raggio {\displaystyle r_{i}} all'orbita di raggio {\displaystyle r_{f}} sia maggiore rispetto ad un trasferimento alla Hohmann, 2 impulsi, risulta più conveniente in termini di Δv se il rapporto tra {\displaystyle r_{f}} ed {\displaystyle r_{i}} è maggiore di 11,94.
orbita complanare => solamente 2 impulsi.

## Caratteristiche
- La manovra biellittica bitangente è una manovra biellittica in quanto il trasferimento si effettua attraverso due semiellissi: la prima semiellisse di semiasse minore {\displaystyle a_{1}} collega la circonferenza di raggio {\displaystyle r_{i}} alla circonferenza di supporto di raggio {\displaystyle r_{supp}}, mentre la seconda semiellisse di semiasse maggiore {\displaystyle a_{2}} collega la circonferenza di supporto all'orbita circolare finale {\displaystyle r_{f}};
- La manovra viene chiamata bitangente in quanto ogni ellisse di trasferimento è tangente a due circonferenze: la prima ellisse è tangente alla circolare iniziale e alla circolare di supporto, mentre la seconda ellisse è tangente a quest'ultima ed alla circolare finale:
- Le coniche sono tutte confocali e complanari al pianeta attrattore, anche se uno dei vantaggi di questo tipo di trasferimento è la possibilità di fare un cambio di piano orbitale nell'apoapside della prima ellisse; in questo modo si riduce il Delta-v necessario al cambio di piano, che dipende dalla distanza dal corpo centrale.

## Calcolo del trasferimento
Utilizzando l'equazione di Conservazione dell'energia orbitale specifica
{\displaystyle v^{2}=\mu \left({\frac {2}{r}}-{\frac {1}{a}}\right)}
dove
- {\displaystyle v} è il modulo della velocità nel punto considerato;
- {\displaystyle \mu \ } è la costante gravitazionale planetaria dell'attrattore;
- {\displaystyle r} è il modulo della distanza dall'attrattore;
- {\displaystyle a} è il semiasse maggiore della conica;

è possibile determinare le varie velocità nei punti di manovra; il Delta-v sarà uguale alla somma delle differenze di velocità ({\displaystyle \Delta \upsilon }) che nei 3 istanti considerati dovranno essere impressi dalla sonda per il cambio di orbita.
Il primo {\displaystyle \Delta v} è fornito per passare dall'orbita di raggio {\displaystyle r_{i}} all'orbita ellittica di semiasse {\displaystyle a_{1}}:
{\displaystyle \Delta v_{A}={\sqrt {{\frac {2\mu }{r_{i}}}-{\frac {\mu }{a_{1}}}}}-{\sqrt {\frac {\mu }{r_{i}}}}}
Il secondo {\displaystyle \Delta v} è fornito per passare dalla prima ellisse di trasferimento alla seconda ellisse di trasferimento, di semiasse {\displaystyle a_{2}}. Si noti che nel punto di applicazione di questo secondo Delta-v la distanza dall'attrattore è pari a {\displaystyle r_{supp}}, molto maggiore dei raggi finale e iniziale. Questo punto è l'apoapside della prima orbita di trasferimento.
{\displaystyle \Delta v_{B}={\sqrt {{\frac {2\mu }{r_{supp}}}-{\frac {\mu }{a_{2}}}}}-{\sqrt {{\frac {2\mu }{r_{supp}}}-{\frac {\mu }{a_{1}}}}}}
Il terzo {\displaystyle \Delta v} è fornito per circolarizzare l'orbita sulla circonferenza finale di raggio {\displaystyle r_{f}}. La variazione impulsiva di velocità è applicata nel periapside della seconda ellisse di trasferimento.
{\displaystyle \Delta v_{C}={\sqrt {\frac {\mu }{r_{f}}}}-{\sqrt {{\frac {2\mu }{r_{f}}}-{\frac {\mu }{a_{2}}}}}}
Si ricorda che i due semiassi delle ellissi valgono
{\displaystyle a_{1}={\frac {r_{i}+r_{supp}}{2}}}
{\displaystyle a_{2}={\frac {r_{f}+r_{supp}}{2}}}
Il costo totale della manovra risulta
{\displaystyle \|\Delta v_{tot}\|\ =\|\Delta v_{A}\|\ +\|\Delta v_{B}\|\ +\|\Delta v_{C}\|\ }

## Tempo di volo
Uno svantaggio è sicuramente il tempo di volo, che risulta molto maggiore di un trasferimento diretto tra {\displaystyle r_{i}} ed {\displaystyle r_{f}} utilizzando un trasferimento alla Hohmann. Infatti il tempo di trasferimento con una manovra biellittica bitangente vale 
{\displaystyle t_{tr}=\pi {\sqrt {a_{1}^{3}/\mu }}+\pi {\sqrt {a_{2}^{3}/\mu }}}
mentre nel caso alla Hohmann risulterebbe
{\displaystyle t_{H}=\pi {\sqrt {a^{3}/\mu }}}
con 
{\displaystyle a={\frac {r_{i}+r_{f}}{2}}}

## Vantaggi rispetto al trasferimento alla Hohmann
Un primo vantaggio è il minore delta-v necessario se il parametro
{\displaystyle b={\frac {r_{f}}{r_{i}}}>11{,}94}.
Il valore in questione è ottenuto normalizzando i vari {\displaystyle \Delta v} rispetto alla velocità sulla prima circolare ed eguagliando i {\displaystyle \Delta v} totali nei due casi di trasferimento.
Un ulteriore vantaggio è la convenienza a effettuare i dispendiosi cambi di piano orbitale lontano dall'attrattore, ad esempio al secondo impulso della manovra.